# Clausena
Clausena är ett släkte av vinruteväxter. Clausena ingår i familjen vinruteväxter.

## Dottertaxa tillClausena, i alfabetisk ordning[1]
- Clausena anisata
- Clausena anisum-olens
- Clausena austroindica
- Clausena brevistyla
- Clausena corymbiflora
- Clausena dentata
- Clausena dunniana
- Clausena emarginata
- Clausena engleri
- Clausena excavata
- Clausena hainanensis
- Clausena harmandiana
- Clausena heptaphylla
- Clausena hirta
- Clausena indica
- Clausena inolida
- Clausena kanpurensis
- Clausena lansium
- Clausena laxiflora
- Clausena lenis
- Clausena luxurians
- Clausena odorata
- Clausena pentaphylla
- Clausena poilanei
- Clausena sanki
- Clausena smyrelliana
- Clausena timorensis
- Clausena wallichii
- Clausena vestita
- Clausena yunnanensis